# Nuova Rivista Musicale Italiana
La Nuova Rivista Musicale Italiana (indicata anche come NRMI) era un periodico bimestrale di argomento musicologico edito dalla Rai Eri. Il primo numero, coll'aggettivo "Nuova", è datato maggio-giugno 1967. Proseguiva la lunga storia della Rivista Musicale Italiana, di antica data e passata poi alla RAI.
La RAI-ERI ne ha cessato le pubblicazioni senza addurre alcun motivo nel 2012.
Negli ultimi numeri la NRMI è stata diretta da Guido Paglia e Gian Luca Veronesi. Il comitato scientifico era composto da musicologi e docenti universitari: Giovanni Carli Ballola, Paolo Donati, Giorgio Pestelli, Giancarlo Rostirolla e Roman Vlad.
La direzione e la redazione erano ubicate prima a Torino e poi a Roma.